# Сосницкая поселковая община
Сосницкая поселковая общи́на (укр. Сосницька селищна громада) — территориальная община в Корюковском районе Черниговской области Украины. Административный центр — пгт Сосница.
Население — 15 212 человек. Площадь — 798,8 км².
Община имеет партнёрские отношения с гминой Пильзно (Pilzno) (Польша).
Количество учреждений, оказывающих первичную медицинскую помощь — 6.

## История
Сосницкая поселковая община была создана 7 июля 2017 года путём объединения Сосницкого поселкового совета, Волынковского, Загребельского, Киреевского, Матвеевского, Пекаревского, Чернотичского сельсоветов Сосницкого района. Изначально, в 2018 году площадь общины составляла 311,41 км², население — 10 607 человек.
12 декабря 2020 года были присоединены территории Бутовского, Великоустовского, Ольшанского, Зметневского, Конятинского, Козляницкого, Кудровского, Лавского, Спасского, Хлопяникского сельсоветов Сосницкого района. 
17 июля 2020 года община вошла в состав нового Корюковского района. Сосницкий район был ликвидирован.

## География
Территория общины представляет из себя большую часть упразднённого Сосницкого района — без северо-восточной оконечности (Андреевского и Шаболтасовского сельсоветов) — и включает 87,2% территории и 86,9% населения бывшего района. Община граничит с Менской, Корюковской и Холминской общинами Корюковского района, Понорницкой и Коропской общинами Новгород-Северского района, Борзнянской и Высочанской общинами Нежинского района. 
Реки: Десна, Убедь, Валки. Многочисленные озёра расположены в пойме Десны, например, Берёза, Бридня, Глушка, Десняк, Десняково, Кривое, Песня, Прорыв, Стайбище, Тихое, Хабей (частично), Шаболиновка (частично), Царино.

## Населённые пункты
- пгт Сосница
- Анновка
- Бондаревка
- Бутовка
- Великое Устье
- Волынка
- Гай
- Гапишковка
- Гутище
- Долинское
- Загребелье
- Зметнев
- Киреевка
- Кнуты
- Козляничи
- Конятин
- Костырев
- Кудровка
- Купчичи
- Лавы
- Лозовая
- Ляшковцы
- Малое Устье
- Масалаевка
- Матвеевка
- Ольшаное
- Пекарев
- Полевое
- Полесье
- Прогоны
- Рудня
- Свирок
- Синютин
- Сосновка
- Спасское
- Старобутовка
- Филоновка
- Хлопяники
- Чернотичи
- Якличи
- посёлок Малая Бондаревка